# Mandelte

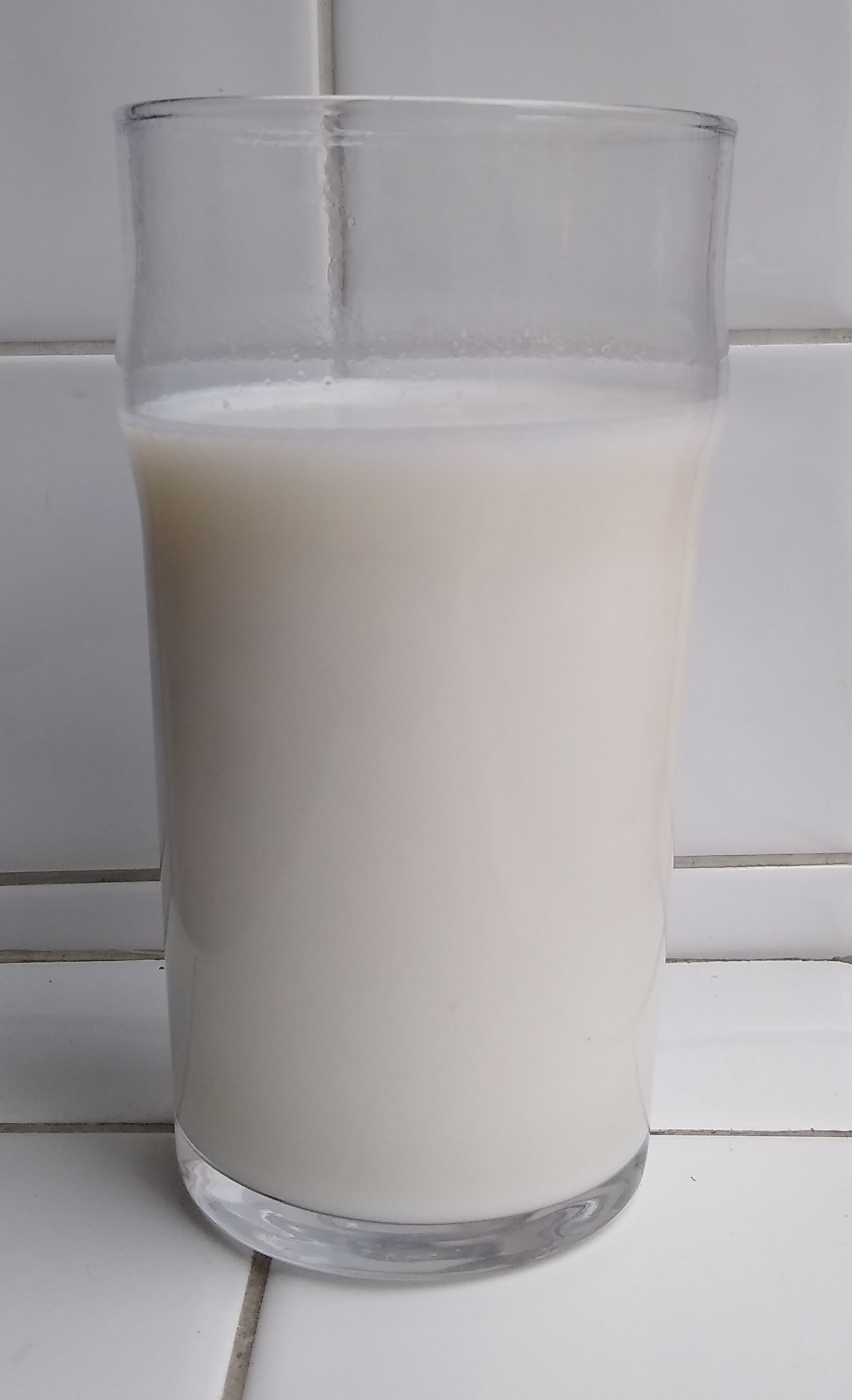
Mandelte.

Mandelte (kinesiska: 杏仁茶?, pinyin: Xìngrén chá) är en söt dryck som ofta serveras som dessert, mandelte är en traditionell dryck i Kina och som räknas ofta till Pekingköket. Drycken är inget riktigt te och innehåller inga teblad, men kallas ändå te eftersom det kinesiska ordet chá (茶) ibland används för dryck. Mandelte kan beredas enbart med sötmandel, eller i kombination med blötlagt ris (ofta klibbigt). Som ytterligare smaksättare används ibland osmanthusblommor, gojibär, jordnötter, svarta sesamfrön, rosblad, lagerblad, russin, körsbär, socker eller honung.

## Tillredning
Mandelte tillreds på liknande sätt som sojamjölk eller mandelmjölk genom att först skålla och skala sötmandeln, sedan blötläggs mandeln i cirka två timmar. Om även ris används så ska detta blötläggas. Sedan mals mandel och risblandningen tills det blir en fin massa som sedan silas med en fin duk och durkslag över en kastrull. Vätskan som hamnar i kastrullen värms sedan tills den precis börjat koka, för att sedan sjuda i fem minuter. Sedan är det klart att serveras om mandelteet väljs att drickas varmt.
I Kina säljs även mandelte färdig på dryckesburk eller i pulverform, redo för att blandas med vatten och värmas.